# Relações internacionais do Kosovo

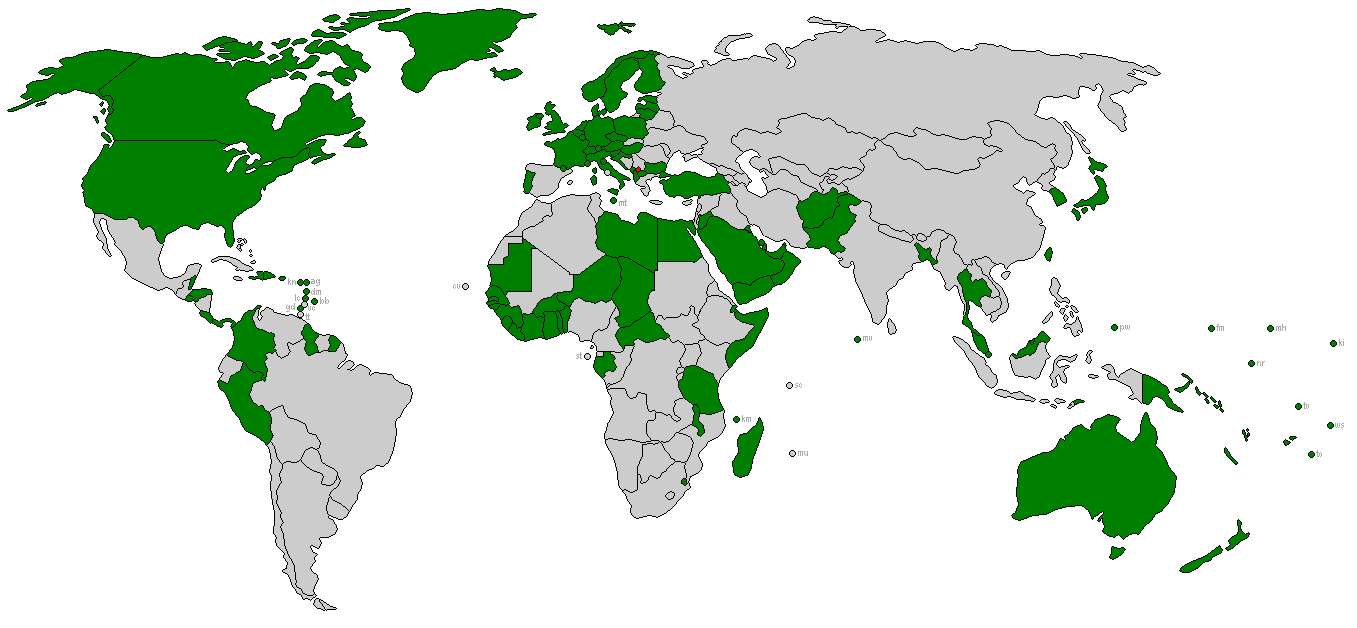
Estados que formalmente reconhecem Kosovo como um estado independente.

Kosovo, um território disputado reconhecido por apenas alguns governos do mundo, já firma relações internacionais com diversas nações do planeta. Em 17 de fevereiro de 2008, a Assembleia de Kosovo, um órgão das Instituições Provisionais de Auto-Governo sob a Missão de Administração Interina das Nações Unidas no Kosovo (UNMIK), declarou independência unilateralmente. Esta estratégia foi controversa entre a comunidade internacional. Até 9 de outubro de 2008, a República de Kosovo foi reconhecida por 51 membros da ONU e pela República da China (Taiwan).
No presente, 14 estados mantêm embaixadas em Pristina; adicionalmente, os interesses de Liechtenstein são representados pela embaixada suíça. Kosovo é também contém seis embaixadores não-residentes, assim como 10 escritórios de comunicações. Rússia mantém um escritório de comunicação com a UNMIK.
O governo da República de Kosovo alocou um milhão de euros para estabelecer um Ministério de Relações Exteriores. Skender Hyseni foi requisitado como Ministro do Exterior.